# 国鉄UR4形コンテナ

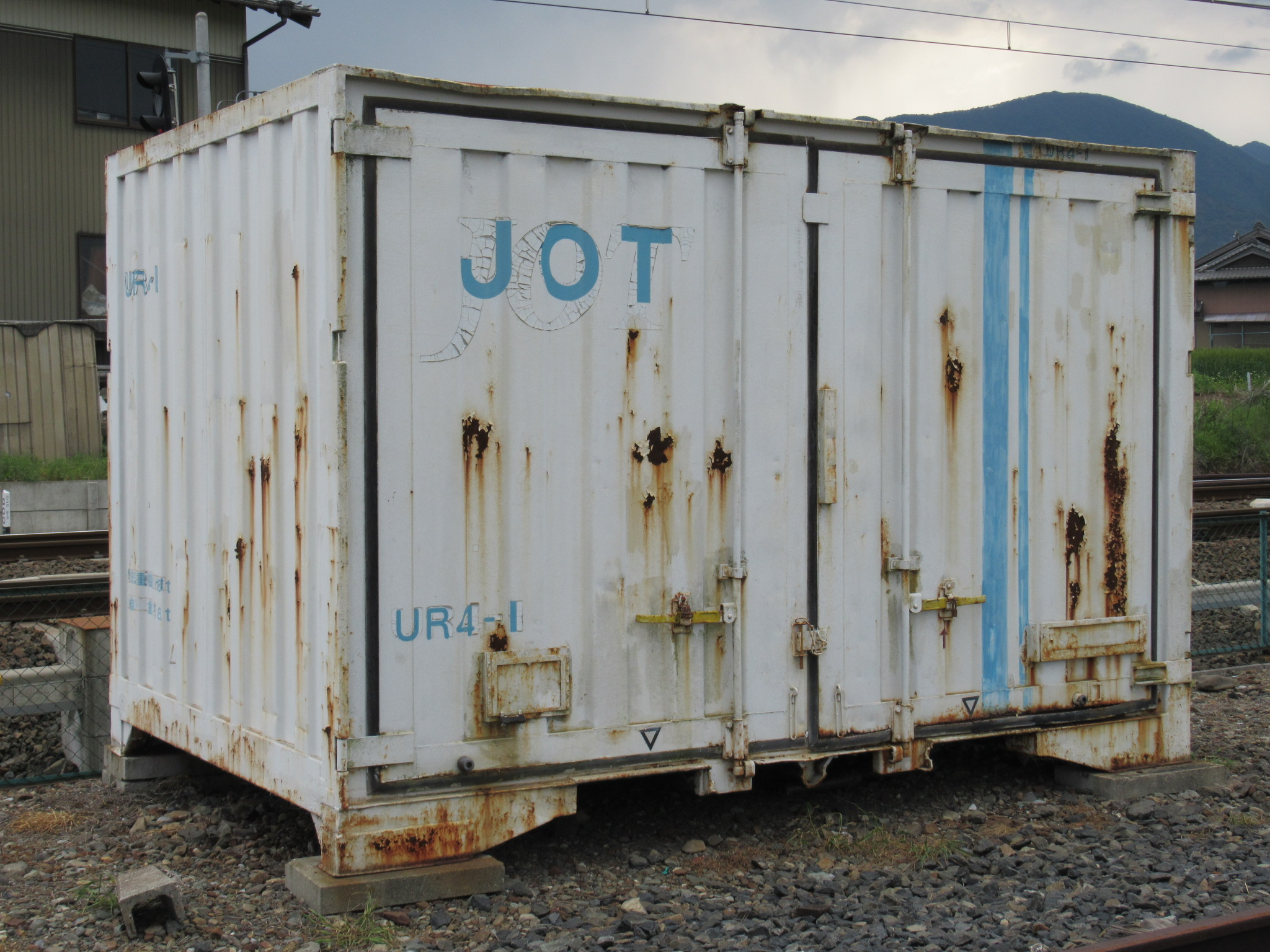
貨物鉄道博物館保存のUR4-1

国鉄UR4形コンテナ（こくてつUR4がたコンテナ）は、日本貨物鉄道（JR貨物）輸送用として籍を編入していた12ft級・内容積16.2m3の私有コンテナ（冷蔵コンテナ）。

## 番台毎の概要

### 0番台
1 - 500
1987年より製造されたL字二方開きの冷蔵コンテナ。 日本石油輸送所有。総重量6.8t。

## 保存
貨物鉄道博物館にUR4-1が保存されている。